# Ceraspis striata
Ceraspis striata är en skalbaggsart som beskrevs av Frey 1973. Ceraspis striata ingår i släktet Ceraspis och familjen Melolonthidae. Inga underarter finns listade i Catalogue of Life.